# Hospital Maternidad de Pionyang
El Hospital Maternidad de Pionyang (en coreano: 평양산원) es una maternidad y un hospital universitario de Pionyang, la capital de Corea del Norte. Las enfermeras y las matronas reciben su formación en el hospital para trabajar fuera de la capital. Hay una unidad de cuidado intensivo neonatal en el hospital. Además, hay múltiples salas, dedicadas a la salud dental y al cáncer de mama, para tratar los problemas de salud de las madres. El hospital emplea un sistema cabinas de videollamada para que los familiares se comuniquen con la mujer que ha dado a luz, ya que los miembros de la familia tienen el contacto personal restringido con el recién nacido y la madre durante cinco días. Se cree que esto ayuda a prevenir las infecciones. La medicina tradicional coreana se utiliza visiblemente en el tratamiento de los pacientes y alrededor del 30% de todos los tratamientos ofrecidos están basados en métodos tradicionales. En 2012 el hospital fue expandido cuando una nueva ala especializada en el tratamiento del cáncer de mama fue construida en los terrenos del hospital, por orden del líder supremo Kim Jong-un.

## Medicina tradicional coreana
El Hospital de Maternidad de Pyongyang utiliza tanto la medicina convencional como la tradicional para tratar a los pacientes. El hospital cuenta con un Departamento de Medicina Tradicional conocido como Departamento de Ginecología Médica de Koryo. La medicina tradicional coreana se utiliza para el tratamiento de pacientes de obstetricia y ginecología. Existe una farmacia separada para la medicina a base de hierbas y hay instalaciones para producir medicinas tradicionales dentro del hospital. Una unidad de fabricación de medicamentos a base de hierbas mantiene las unidades de extracción, esterilización y almacenamiento dentro del hospital. En 2005, se usaban alrededor de 60 medicamentos tradicionales diferentes. Los tratamientos tradicionales comunes incluyen la terapia con ventosas, la moxibustión y la acupuntura. Aproximadamente el 30% por ciento de los servicios que ofrece el hospital se basan en la medicina tradicional coreana.